# 湯普森峰 (南極洲)
湯普森峰（英語：Thompson Peak）是南極洲的山峰，處於靈戈爾德穹丘以南9公里的威爾遜山西北端，海拔高度980米，根據澳大利亞探險隊拍攝的空中照片繪入地圖，現時由南極條約體系管理。